# Gösta Dunker
Gösta Dunker   (Sandviken parish, 16 de setembre de 1906 - Sandviken, 4 de juny de 1973) fou un futbolista suec de la dècada de 1930.
Fou internacional amb la selecció sueca amb la qual participà en la Copa del Món de Futbol de 1934.
Pel que fa a clubs, defensà els colors de Sandvikens IF. Entre 1948 i 1950 fou entrenador del club Örebro SK.